# 998
Anul 998 (CMXCVIII) a fost un an al calendarului iulian.

## Nașteri
- dată necunoscută: George Maniaces  (d. 1043)
- dată necunoscută: Berengar din Tours teolog francez (d. 1088)

## Decese
- 15 iulie: Abul Wafa matematician și astronom persan (n. 940)
- 28 octombrie: Siegfried de Luxemburg  (n. 919)
- 24 august: Sisinie al II-lea al Constantinopolului patriarh al Constantinopolului (n. ?)
- 3 septembrie: Godefroi I de Verdun  (n. 935)